# بوثويل براون
بوثويل براون (بالإنجليزية: Bothwell Browne)‏ هو ممثل أمريكي، ولد في 1877 في كوبنهاغن في الدنمارك، وتوفي في 1947 في لوس أنجلوس في الولايات المتحدة.

## وصلات خارجية
- بوثويل براون على موقع IMDb (الإنجليزية)
- بوثويل براون على موقع قاعدة بيانات برودواي على الإنترنت (الإنجليزية)
- بوثويل براون على موقع قاعدة بيانات الفيلم (الإنجليزية)